# Нимфа и пастух (картина Тициана)
«Нимфа и пастух» (итал. Ninfa e pastore) — картина итальянского живописца Тициана (1490-1576), представителя венецианской школы. Создана примерно в 1570 году. Хранится в коллекции Музея истории искусств в Вене (инв. №GG 1825). 
Картина находилась из коллекции эрцгерцога Леопольда Вильгельма Австрийского (1614-1662) с 1659 года.

## Описание
Интерпретаторы этой картины называли разные любовные пары из мифологических пасторалей, однако ни один из них не был до конца убедительным. По мнению немецкого историка искусства Эрвина Панофского, полотно посвящено страстной любви Париса, сына троянского царя Приама, и наяды Эноны, нимфы источников и ручьев. Согласно мифу, Парис бросил влюблённую в него нимфу, увлекшись царицей Спарты Еленой, которую он выкрал и привез в Трою, что повлекло за собой войну.
Парис и нимфа изображены Тицианом в период их любви на свидании под деревом. Вероятно также, что иконография этой картины изображает пастуха Дафниса и нимфу Хлою, поскольку на полотне изображены свирель, инструмент, на котором Дафнис научился играть у бога Пана. Прижавшись друг к другу, влюблённые выделяются на фоне преимущественно монохромного пейзажа. Светлые блики ложатся на молодого мужчину и женщину, которая в мягком повороте головы оборачивает свой взгляд на зрителя.
Установлено, что художник написал картину для самого себя, а не на заказ. Картина принадлежит к ряду тех, которые Тициан называл «стихами» или «легендами». Конкретная тема в них уступает мистическому видению человека в единении с природой, который понимает все, что происходит на картине. В последние годы и творческого пути Тициана больше, чем выбор темы для рассказа, интересовало четкое композиционное расположение фигур: погруженные в таинственный и чарующий пейзаж персонажи напоминают о том, что он заимствовал от Джорджоне в годы учёбы. Однако в этом произведении не чувствуется больше четких линий и определённых форм тех лет, для него характерны трудноуловимые впечатления, более жидкие мазки и ощущение реальности, которая выходит далеко за пределы изображённого поэтического сюжета.